# Dark Matter (álbum de Pearl Jam)
Dark Matter es el duodécimo álbum de estudio de la banda de rock estadounidense Pearl Jam. Se lanzó el 19 de abril de 2024 a través de Monkeywrench Records y Republic Records.

## Antecedentes y grabación
Dark Matter se grabó durante tres semanas en 2023 en Shangri-La en Malibu, California y, según un comunicado de prensa, "canaliza el espíritu compartido de un grupo de hermanos y confidentes creativos de toda la vida en una habitación jugando como si sus vidas dependieran de él". El 29 de noviembre de 2023, el baterista Matt Cameron reveló que terminaron un disco con la ayuda de Andrew Watt y que estaba "masterizado, mezclado y listo para funcionar" en ese momento. El 5 de enero de 2024, el guitarrista Mike McCready describió el álbum como "mucho más pesado" de lo que cabría esperar, diciendo que la grabación llevó menos tiempo que su disco anterior Gigaton (2020), principalmente gracias a la participación de Watt, de quien se decía que se han "pateado" el trasero. Más tarde ese mes, el 31 de enero, la banda y Watt debutaron Dark Matter frente a un grupo de fans en el Troubadour en West Hollywood, California, sin revelar la letra ni los títulos de las canciones. Durante el evento, Eddie Vedder opinó que este es su mejor trabajo hasta la fecha y que no podría estar más orgulloso de la banda.
El 13 de febrero, Pearl Jam anunció el álbum junto con el lanzamiento del sencillo principal del mismo nombre.

## Lista de canciones
| N.º | Título               | Duración |  |
| 1.  | «Scared of Fear»     | 4:24     |  |
| 2.  | «React, Respond»     | 3:31     |  |
| 3.  | «Wreckage»           | 5:00     |  |
| 4.  | «Dark Matter»        | 3:31     |  |
| 5.  | «Won't Tell»         | 3:28     |  |
| 6.  | «Upper Hand»         | 5:57     |  |
| 7.  | «Waiting for Stevie» | 5:41     |  |
| 8.  | «Running»            | 2:19     |  |
| 9.  | «Something Special»  | 4:07     |  |
| 10. | «Got to Give»        | 4:37     |  |
| 11. | «Setting Sun»        | 5:44     |  |

## Posiciones en las listas de éxitos
| Lista (2024)                                 | Posición más alta |
| -------------------------------------------- | ----------------- |
| Australian Albums (ARIA)                     | 2                 |
| Austria (Ö3 Austria)                         | 2                 |
| Bélgica (Ultratop flamenca)                  | 2                 |
| Bélgica (Ultratop valona)                    | 3                 |
| Canadá (Billboard Canadian Albums)           | 9                 |
| Croatian International Albums (HDU)          | 2                 |
| Dinamarca (Hitlisten)                        | 17                |
| Países Bajos (Album Top 100)                 | 2                 |
| Finlandia (Suomen Virallinen Lista)          | 13                |
| Francia (SNEP)                               | 13                |
| Alemania (Offizielle Top 100)                | 2                 |
| Greek Albums (IFPI)                          | 24                |
| Hungarian Physical Albums (MAHASZ)           | 16                |
| Icelandic Albums (Tónlistinn)                | 7                 |
| Irlanda (OCC)                                | 2                 |
| Italian Albums (FIMI)                        | 3                 |
| Japón (Oricon)                               | 29                |
| Japanese Digital Albums (Oricon)             | 25                |
| Japanese Hot Albums (Billboard Japan)        | 27                |
| New Zealand Albums (RMNZ)                    | 3                 |
| Portugal (AFP)                               | 2                 |
| Escocia (Scottish Albums Chart)              | 2                 |
| España (PROMUSICAE)                          | 3                 |
| Swedish Albums (Sverigetopplistan)           | 21                |
| Suiza (Schweizer Hitparade)                  | 2                 |
| Reino Unido (UK Albums Chart)                | 2                 |
| Reino Unido (UK Rock & Metal Albums)         | 1                 |
| Estados Unidos (Billboard 200)               | 5                 |
| US Top Rock & Alternative Albums (Billboard) | 1                 |

| Lista (2024)                       | Posición |
| ---------------------------------- | -------- |
| Belgian Albums (Ultratop Flanders) | 189      |
| Swiss Albums (Schweizer Hitparade) | 96       |